# Giuliano Gemma
Giuliano Gemma (Rome, 2 september 1938 – Civitavecchia, 1 oktober 2013) was een Italiaans acteur.
Gemma begon zijn loopbaan als stuntman. Hij was voor het eerst op het grote scherm te zien in twee commedia all'italianafilms : Venezia, la luna e tu (Dino Risi, 1958) en Arrangiatevi! (Mauro Bolognini, 1959). Daarna dwong regisseur Duccio Tessari zijn stuntman een rol te spelen in zijn eerste film, de sandalenfilm Arrivano i titani (1962). Gemma speelde in 1963 in Il gattopardo (Luchino Visconti) de rol van een generaal van Giuseppe Garibaldi. Daarna ging hij door met acteren in heel wat films, zoals in de eerste drie delen van de Franse vijfdelige Angéliquereeks en in een ganse serie spaghettiwesterns. Zo speelde hij onder regie van Tessari de held in Una pistola per Ringo (1965), zijn succesvolle doorbraakfilm die datzelfde jaar nog een sequel (Il ritorno di Ringo) kreeg. Vele anderen volgden zoals Un dollaro bucato (1965) en I giorni dell'ira (1967). Zijn pseudoniem in die films was Montgomery Wood. Sommige spaghettiwesterns verwezen met hun titel naar bestaande kaskrakers, zo deed Per pochi dollari ancora (1966) denken aan Sergio Leone's Per qualche dollaro in più (1965) en verwees  Il bianco, il giallo, il nero (1974) naar The Good, the Bad & the Ugly (1966), alweer van Sergio Leone.
Gemma kon ook andere rollen spelen. Vermeldenswaardig zijn zijn vertolking in het aangrijpende milieudrama Delitto d'amore (Luigi Comencini, 1974) en zijn hoofdrollen naast Claudia Cardinale in Il prefetto di ferro (1977), Corleone (1978) en Claretta (1984), drie drama's van Pasquale Squitieri, Cardinale's echtgenoot. In 1976 won hij zelfs de David di Donatello, de Italiaanse Oscar, voor zijn prestatie in het bevreemdend oorlogsdrama Il deserto dei Tartari (Valerio Zurlini). In 2008 werd hij bedacht met een Nastro d'Argento voor zijn hele carrière. Hij nam afscheid van de filmwereld met een bescheiden rolletje in de Woody Allen komedie To Rome with Love (2012).
Zijn dochter Vera Gemma is ook actrice. Gemma was ook een begaafd beeldhouwer.
Op 1 oktober 2013 was hij betrokken bij een verkeersongeval vlak bij Rome. Hij is daaraan overleden in het ziekenhuis van Civitavecchia .

## Films
- Venezia, la luna e tu met Alberto Sordi en Nino Manfredi (1958)
- Arrangiatevi! met Totò (1959)
- Messalina Venere imperatrice (1960)
- Io amo...tu ami (1961)
- Arrivano i titani (1962)
- Il gattopardo (1962)
- Shéhérazade met Anna Karina (1963)
- Il giorno più corto met Totò en Gino Cervi (1963)
- Maciste l'eroe più grande del mondo (1963)
- I due gladiatori (1963)
- Angélique, marquise des anges (1964)
- La rivolta dei pretoriani (1964)
- Erik il vikingo (1964)
- Una pistola per Ringo (1965)
- Adiós gringo (1965)
- Angélique et le Roy (1965)
- Un dollaro bucato (Blood for a Silver Dollar) (1965)
- La ragazzola (1965)
- Il ritorno di Ringo (1965)
- Merveilleuse Angélique (1965)
- Arizona Colt (1966)
- Per pochi dollari ancora (For a Few Extra Dollars) (1966)
- Kiss Kiss...Bang Bang (1967)
- I lunghi giorni della vendetta (1967)
- Wanted (1967)
- I giorni dell'ira (Day of Anger) met Lee Van Cleef (1967)
- I Bastardi (Sons of Satan) met Rita Hayworth en Klaus Kinski  (1968)
- ...e per tetto un cielo di stelle (A Sky Full of Stars for a Roof) (1968)
- Vivi o preferibilmente morti (Sundance and the Kid) (1969)
- Violenza al sole (Blow Hot, Blow Cold) (1969)
- Il prezzo del potere (The Price of Power) met Van Johnson (1969)
- Quando le donne avevano la coda (1970)
- Amico, stammi lontano almeno un palmo... (Ben and Charlie) (1972)
- Un Uomo da rispettare met Kirk Douglas (1972)
- Anche gli angeli mangiano fagioli met Bud Spencer (1973)
- Delitto d'amore met Stefania Sandrelli (1974)
- Anche gli angeli tirano di destro (1974)
- Il bianco, il giallo, il nero met Eli Wallach (1974)
- Africa Express met Ursula Andress (1975)
- Safari Express met Ursula Andress (1976)
- Il deserto dei Tartari met Vittorio Gassman en Philippe Noiret (naar de gelijknamige roman van Dino Buzatti) (1976)
- Il prefetto di ferro met Claudia Cardinale (1977)
- California (1977)
- Circuito chiuso (1978)
- Corleone met Claudia Cardinale (1978)
- Il grande attacco (The Greatest Battle) met Henry Fonda en Helmut Berger (1978)
- Sella d'argento (1978)
- La légion saute sur Kolwezi met Bruno Cremer (1980)
- Un uomo in ginocchio met Michele Placido (1980)
- L'avvertimento (1980)
- Ciao nemico (1981)
- Tenebre (1982)
- Claretta met Claudia Cardinale (1984)
- Tex e il signore degli abissi (1985)
- Speriamo che sia femmina met Catherine Deneuve en Philippe Noiret (1986)
- Rally (1986)
- Firenze no kaze ni dakarete (1990)
- Non ci sono più uomini (1991)
- Un bel di vedremo (1996)
- Un uomo per bene met Michele Placido (1999)
- La donna del delitto (2000)
- Giovanna la pazza (2001)
- Juana la Loca (2001)
- To Rome with Love (2012)